# San Genaro Norte
San Genaro Norte is een plaats in het Argentijnse bestuurlijke gebied San Jerónimo in de provincie Santa Fe. De plaats telt 4.558 inwoners.